# Almeida Corrigida Fiel

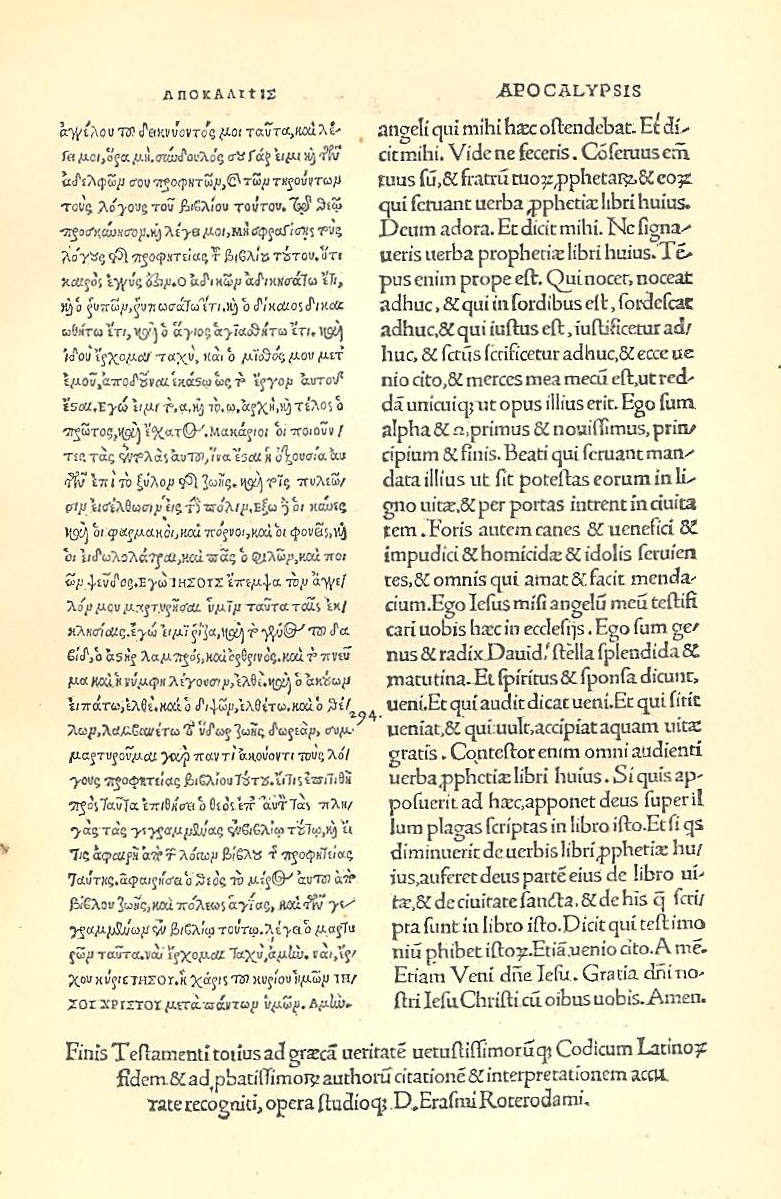
Texto Recebido (Textus Receptus) do Novo Testamento, compilado por Erasmo de Rotterdam e utilizado na tradução Corrigida Fiel.

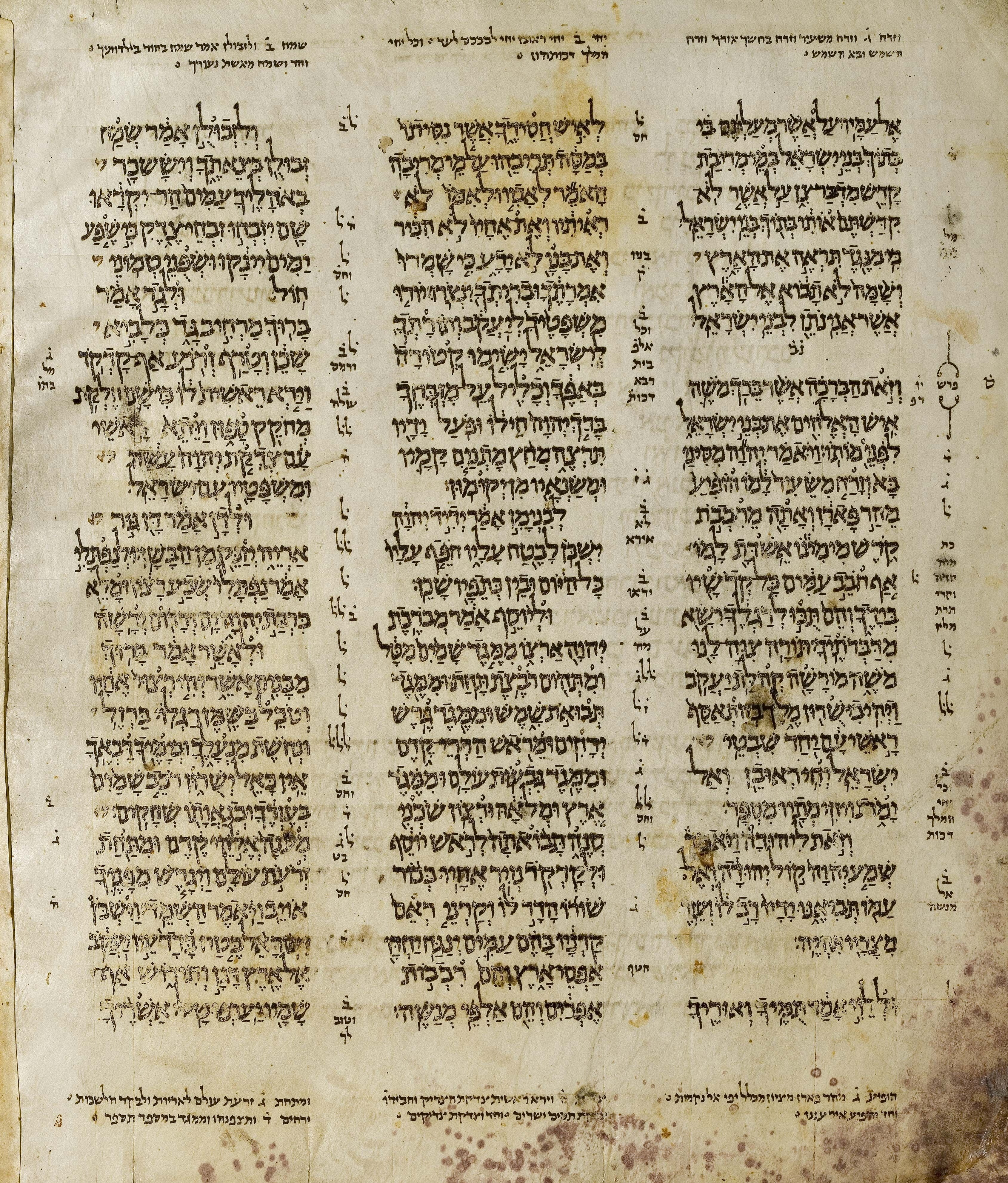
Texto Massorético do Antigo Testamento utilizado na tradução Corrigida Fiel.

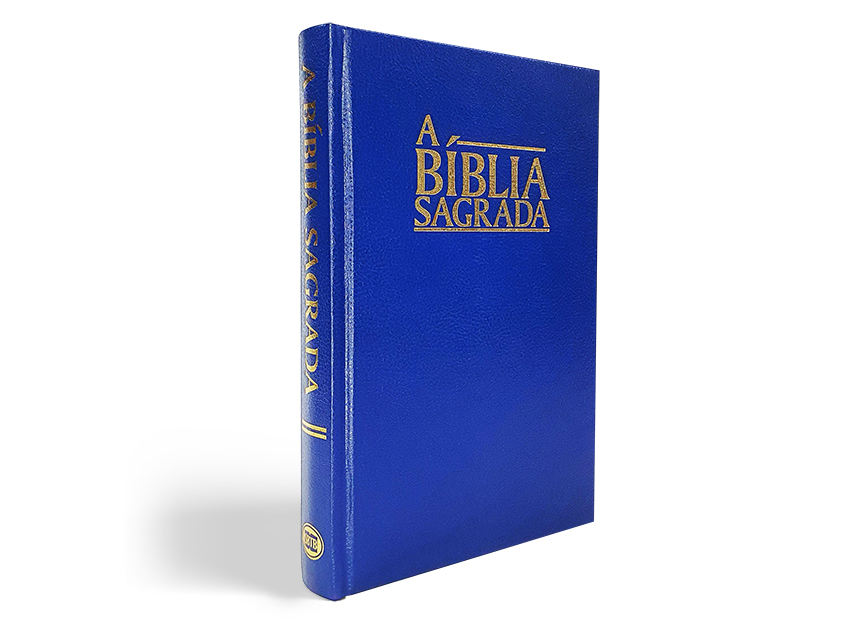
Bíblia ACF - modelo Grand Classic

A Bíblia Sagrada Almeida Corrigida Fiel (ACF) é uma tradução para a língua portuguesa baseada na versão de João Ferreira Annes d'Almeida. A tradução Corrigida Fiel usou como base a Almeida Revista e Corrigida e tem a característica de basear-se exclusivamente no Texto Recebido (Textus Receptus) grego para o Novo Testamento e no Texto Massorético hebraico para o Antigo Testamento, que foram os mesmos textos usados por Almeida em sua tradução original.
O método de tradução utilizado é a equivalência formal, que procura manter as classes gramaticais do original para a tradução: um verbo traduzido por um verbo, um substantivo por um substantivo, e assim em diante. Palavras adicionadas à tradução sem estarem presentes no texto original, com o objetivo de aumentar a clareza, são marcadas em itálico.
A postura oficial da Sociedade Bíblica Trinitariana do Brasil, que produziu e publica esta tradução, é defendê-la como a tradução mais fiel para a língua portuguesa aos textos que ela considera mais fidedignos aos originais advindo assim o termo "Fiel". Já a Sociedade Bíblica Trinitariana que publica a Bíblia Sagrada em língua inglesa (Trinitarian Bible Society), à qual a Sociedade Bíblica Trinitária do Brasil está ligada, defende a versão da Bíblia King James como a mais fiel tradução da Bíblia para a língua inglesa, sendo esta também traduzida a partir do Texto Recebido em grego e do Texto Massorético em hebraico. A Sociedade Bíblica Trinitariana não é associada ao King-James-Only Movement internacional, e tem um ativo trabalho de tradução dos textos originais supracitados para diversas línguas através do globo.
A primeira edição completa da Bíblia Sagrada Edição Almeida Corrigida Fiel foi publicada no ano de 1994, com a primeira revisão acontecendo no ano seguinte, em 1995; uma nova revisão foi publicada em 2007 e no ano de 2011 uma nova edição foi publicada em consonância com o Novo Acordo Ortográfico que passou a vigorar nos países pertencentes à Comunidade dos Países de Língua Portuguesa. Em todas as suas revisões, buscou-se corrigir as influências do Texto Crítico que pudessem ter sido herdadas da edição Almeida Revista e Corrigida por haverem sido indevidamente incluídas em um século de revisões; a fim de aproximá-la tanto quanto possível aos textos-fonte em hebraico e grego de que Almeida se serviu para o preparo de sua tradução das Escrituras. 

## História

### Início
A bíblia em português, é resultado de mais de 350 anos de esforços dedicados, desde quando João Ferreira de Almeida começou o seu trabalho de tradução. Almeida nasceu em Torre de Tavares, Portugal, no ano de 1628. Aos catorze anos ele estava na cidade de Batávia (hoje Jacarta, capital da Indonésia). Um dia recebeu um folheto escrito na língua espanhola que o levou ao encontro pessoal com Deus, como "Nicodemos - Saulo de Tarso".
Logo começou a pregar nas Igrejas Reformadas Holandesas (a maior parte do povo, a quem ele ministrava, falava português, pois só fazia um ano que Portugal havia perdido o controle da região).
No ano de 1644, com a idade de 16 anos, Almeida iniciou a sua primeira tradução do Novo Testamento, usando versões em latim, espanhol, francês e italiano. Não contente com essa tradução, anos mais tarde, ele fez uma segunda, desta vez baseada no texto grego, o Textus Receptus (o mesmo usado pelos reformadores).

### Folheto
Em 1679, João Ferreira de Almeida escreveu um folheto chamado "Cartas para a Igreja Reformada", na conclusão daquela obra, que foi publicada em Amsterdã, no ano de 1681:
| “ | "O Novo Testamento, isto é, todos os sacrossantos livros e escritos evangélicos e apostólicos do Novo Concerto do nosso fiel Senhor, Salvador e Redentor Jesus Cristo, agora traduzidos em português por João Ferreira d'Almeida, pregador do santo Evangelho". | ” |

Almeida chegou a traduzir o Antigo Testamento, de Gênesis até Ezequiel 48:21, usando o texto Massorético (hebraico). Não pôde terminar os últimos versículos do livro de Ezequiel, porque faleceu em 1691, com 63 anos de idade.

### Publicação
O volume I do Antigo Testamento, contendo os livros de Gênesis a Ester, foi impresso no ano de 1748. O holandês Jacobus op den Akker completou a obra da tradução do Antigo Testamento e, em 1753, o volume II foi publicado.
A primeira revisão da Bíblia em português, feita pela Sociedade Bíblica Trinitariana (Trinitarian Bible Society), foi iniciada no dia 16 de maio de 1837. O Rev. Thomas Boys, do Trinity College, Cambridge, foi encarregado de liderar o projeto. A revisão do Novo Testamento foi completada em 1839. A revisão completa do Antigo Testamento só terminou em 1844. O último volume foi impresso em Londres, no ano de 1847. Aquela primeira edição, chamada Revista e Reformada, sofreu revisões ortográficas posteriores, feitas tanto pelo Rev. Boys como por outros, tornando-se, inclusive, uma parte da edição chamada Correcta.
Segundo os dados históricos, a edição Revista e Reformada também fez parte do leque das várias revisões que foram usadas para chegar à versão conhecida como a Corrigida. Restou do frontispício da primeira impressão da tradução de Almeida pela TBS uma expressão, "Segundo o original", ou, em outras palavras, "Fiel aos textos originais".
Almeida seguiu o sistema de tradução chamado "equivalência formal", assim como fizeram os grandes reformadores; ou seja, tentou traduzir cada palavra, usando o mínimo de palavras de transição, necessárias para garantir a fluência da leitura em português. Alguns editores, que publicam as edições denominadas Corrigida, tentam modificar a revisão, mesmo assim, as edições são parecidas.

## Comparação entre traduções

###### Mateus 5:44
- "Eu, porém, vos digo: Amai a vossos inimigos, bendizei os que vos maldizem, fazei bem aos que vos odeiam, e orai pelos que vos maltratam e vos perseguem; para que sejais filhos do vosso Pai que está nos céus;" — (Almeida Corrigida Fiel)
- "Eu, porém, vos digo: amai os vossos inimigos e orai pelos que vos perseguem;" — (Almeida Revista e Atualizada)
- "Mas eu lhes digo: amem os seus inimigos e orem pelos que perseguem vocês," — (Nova Tradução na Linguagem de Hoje)
- "Eu, porém, lhes digo: amem os seus inimigos e orem pelos que perseguem vocês," — (Nova Almeida Atualizada)
- "Mas eu digo: amem os seus inimigos e orem por aqueles que perseguem vocês," — (Nova Versão Internacional)

Marcos 15:2
- "E Pilatos lhe perguntou: 'Tu és o Rei dos Judeus'? E ele, respondendo, disse-lhe: 'Tu o dizes'." — (Almeida Corrigida Fiel)
- "E Pilatos perguntou-lhe: Tu és o Rei dos judeus? E ele, respondendo, disse-lhe: Tu o dizes."— (Padre Matos Soares, 1950) [9]
- "Pilatos perguntou: 'Você é o rei dos judeus?' 'Quem está dizendo isso é o senhor!', respondeu Jesus." — (Nova Tradução na Linguagem de Hoje)
- "Pilatos perguntou a Ele: 'Você é o Rei dos Judeus?' 'Sim', respondeu Jesus, 'é como o senhor está dizendo'." — (Bíblia Viva)
- "Este lhe perguntou: “És tu o rei dos judeus?”. Ele lhe respondeu: “Sim”." — (Bíblia Ave-Maria)

Lucas 4:4
- "E Jesus lhe respondeu, dizendo: Está escrito que nem só de pão viverá o homem, mas de toda a palavra de Deus." — (Almeida Corrigida Fiel)
- "E Jesus respondeu-lhe: Está escrito: O homem não vive só de pão, mas de toda a palavra de Deus." — (Padre Matos Soares, 1950)
- Jesus respondeu-lhe: «Está escrito: O homem não vive só de pão.»(Dt. 8,3) — (Padre Matos Soares, 1956)[10]
- "Jesus respondeu: “Está escrito: Não só de pão vive o homem, mas de toda a Palavra de Deus (Dt 8,3)”." — (Bíblia Ave-Maria)
- "Mas Jesus lhe respondeu: Está escrito: Não só de pão viverá o homem." — (Almeida Revista e Atualizada)
- "Jesus respondeu: As Escrituras Sagradas afirmam que o ser humano não vive só de pão." — (Nova Tradução na Linguagem de Hoje)
- "Replicou-lhe Jesus: Está escrito: Não só de pão vive o homem." — (Bíblia de Jerusalém)

Atos 9:29
- "E falava ousadamente no nome do Senhor Jesus. Falava e disputava também contra os gregos, mas eles procuravam matá-lo"  — (Almeida Corrigida Fiel)
- "Falava e discutia com os judeus de fala grega, mas estes tentavam matá-lo"  — (Nova versão Internacional)
- "Pregava e argumentava com os judeus de fala grega, contudo, estes procuravam um meio para tirar-lhe a vida" — (King James Atualizada)
- "Falava também com os gentios, e disputava com os gregos; mas eles procuravam matá-lo." — (Padre Matos Soares, 1950)
- "Falava também e discutia com os helenistas. Mas estes procuravam matá-lo." — (Bíblia Ave-Maria)

Atos 18:21
- "Antes se despediu deles, dizendo: É-me de todo preciso celebrar a solenidade que vem em Jerusalém; mas querendo Deus, outra vez voltarei a vós. E partiu de Éfeso.” — (Almeida Corrigida Fiel)
- "Mas, ao partir, prometeu: "Voltarei, se for da vontade de Deus". Então, embarcando, partiu de Éfeso." — (Nova Versão Internacional)
- "Mas, despedindo-se, disse: Se Deus quiser, voltarei para vós outros. E, embarcando, partiu de Éfeso.." — (Almeida Revista e Atualizada)
- "E, quando foi embora, disse:— Eu voltarei, se Deus quiser. Então Paulo embarcou e partiu de Éfeso" — (Nova Tradução na Linguagem de Hoje)
- "Mas, despedindo-se e dizendo: Outra vez, se Deus quiser, voltarei a vós, partiu de Éfeso." — (Padre Matos Soares, 1950)
- "Ao despedir-se, disse: “Voltarei a vós, se Deus quiser”. E partiu de Éfeso."  — (Bíblia Ave-Maria)

Romanos 8:1
- "Portanto, agora nenhuma condenação há para os que estão em Cristo Jesus, que não andam segundo a carne, mas segundo o Espírito.” — (Almeida Corrigida Fiel)
- "Não há, pois, agora nenhuma condenação para os que estão em Jesus Cristo, os quais não andam segundo a carne." — (Padre Matos Soares, 1950)
- "De agora em diante, pois, já não há nenhuma condenação para aqueles que estão em Jesus Cristo."  — (Bíblia Ave-Maria)
- "Portanto, agora já não há condenação para os que estão em Cristo Jesus." — (Nova Versão Internacional)
- "Portanto, não existe mais condenação para aqueles que estão em Cristo Jesus." — (Bíblia de Jerusalém)

1 Coríntios 6:20
- "Porque fostes comprados por bom preço; glorificai, pois, a Deus no vosso corpo, e no vosso espírito, os quais pertencem a Deus." — (Almeida Corrigida Fiel)
- "Porque fostes comprados por um grande preço. Glorificai (pois) e trazei a Deus no vosso corpo." — (Padre Matos Soares, 1950)
- "Porque fostes comprados por um grande preço. Glorificai, pois, a Deus no vosso corpo.*" — (Bíblia Ave-Maria)
- "Porque fostes comprados por preço; glorificai pois a Deus no vosso corpo." — (Almeida Revista e Atualizada)
- "Vocês foram comprados por alto preço. Portanto, glorifiquem a Deus com o corpo de vocês." — (Nova Versão Internacional)
- "Porque Deus comprou vocês por preço elevado. Portanto, usem todas as partes do seu corpo para render glória a Deus, porque o corpo Lhe pertence." — (Bíblia Viva)

Efésios 3:9
- “E demonstrar a todos qual seja a dispensação do mistério, que desde os séculos esteve oculto em Deus, que tudo criou por meio de Jesus Cristo.” — (Almeida Corrigida Fiel)
- “E manifestar qual seja a dispensação do mistério, desde os séculos, oculto em Deus, que criou todas as coisas” — (Almeida Revista e Atualizada)
- “E demonstrar a todos qual seja a dispensação do mistério, que, desde os séculos, esteve oculto em Deus, que tudo criou” — (Almeida Revista e Corrigida)
- "E de manifestar a todos qual seja a comunicação do mistério escondido, desde o princípio dos séculos, em Deus, que tudo criou;" — (Padre Matos Soares, 1950)
- "E a todos manifestar o desígnio salvador de Deus, mistério oculto desde a eternidade em Deus, que tudo criou." — (Bíblia Ave-Maria)

1 Timóteo 3:16
- “E, sem dúvida alguma, grande é o mistério da piedade: Deus se manifestou em carne, foi justificado no Espírito, visto dos anjos, pregado aos gentios, crido no mundo, recebido acima na glória.” — (Almeida Corrigida Fiel)
- “Evidentemente, grande é o mistério da piedade: Aquele que foi manifestado na carne foi justificado em espírito, contemplado por anjos, pregado aos gentios, crido no mundo, recebido na glória.” — (Almeida Revista e Atualizada)
- "Seguramente, grande é o mistério da piedade: Ele foi manifestado na carne, justificado no Espírito, contemplado pelos anjos, proclamado às nações, crido no mundo, exaltado na glória." — (Bíblia de Jerusalém)
- "E evidentemente é grande o mistério da piedade, que se manifestou na carne, que foi justificado pelo Espírito, visto pelos anjos, pregado aos gentios, crido no mundo, exaltado na glória" — (Padre Matos Soares, 1950)
- "Sim, é tão sublime – unanimemente o proclamamos – o mistério da bondade divina: “manifestado na carne, justificado no Espírito, visto pelos anjos, anunciado aos povos, acreditado no mundo, exaltado na glória!" — (Bíblia Ave-Maria)

1 João 5:7-8
- "Porque três são os que testificam no céu: o Pai, a Palavra, e o Espírito Santo; e estes três são um. E três são os que testificam na terra: o Espírito, e a água e o sangue; e estes três concordam num.” — (Almeida Corrigida Fiel)
- "Porque são três os que dão testemunho no céu: O Pai, o Verbo, e o Espírito Santo; e estes três são uma só coisa. E são três os que dão testemunho na terra: O espírito (que rendeu sobre a cruz), a água e o sangue (que derramou); e estes três são (para confirmar) uma mesma coisa." — (Padre Matos Soares, 1950)
- "São, assim, três os que dão testemunho: o Espírito, a água e o sangue; esses três dão o mesmo testemunho.*" — (Bíblia Ave-Maria)
- "Há três que dão testemunho: o Espírito, a água e o sangue; e os três são unânimes." — (Nova Versão Internacional)
- "Porque três são os que testemunham: o Espírito, a água e o sangue, e os três tendem ao mesmo fim." — (Bíblia de Jerusalém)

Apocalipse 8:13
- "E olhei, e ouvi um anjo voar pelo meio do céu, dizendo com grande voz: Ai! ai! ai! dos que habitam sobre a terra! por causa das outras vozes das trombetas dos três anjos que hão de ainda tocar." — (Almeida Corrigida Fiel)
- "Enquanto eu olhava, ouvi uma águia que voava pelo meio do céu e dizia em alta voz: Ai, ai, ai dos que habitam na terra, por causa do toque das trombetas que está prestes a ser dado pelos três outros anjos!" — (Nova Versão Internacional)
- "Então vi e ouvi uma Águia que voava no meio do céu, gritando em alta voz: "Ai, ai, ai dos que habitam a terra, por causa dos restantes toques da trombeta dos três Anjos que estão para tocar!" — (Bíblia de Jerusalém)
- "E olhei, e ouvi a voz de uma águia, que voava pelo meio do céu, a qual dizia em alta voz: Ai, ai, ai dos habitantes da terra, por causa das outras vozes dos três anjos que vão tocar a trombeta." — (Padre Matos Soares, 1950)
- "A esta altura de minha visão, eu ouvi uma águia que voava pelo meio dos céus, clamando em alta voz: “Ai, ai, ai dos habitantes da terra, por causa dos restantes sons das trombetas dos três Anjos que ainda vão tocar.*"  — (Bíblia Ave-Maria)

Apocalipse 22:14
- "Bem-aventurados aqueles que guardam os seus mandamentos, para que tenham direito à árvore da vida, e possam entrar na cidade pelas portas." — (Almeida Corrigida Fiel)
- "Felizes as pessoas que lavam as suas roupas, pois assim terão o direito de comer a fruta da árvore da vida e de entrar na cidade pelos seus portões!" — (Nova Tradução na Linguagem de Hoje)
- "Felizes os que lavam suas vestes para terem poder sobre a árvore da Vida e para entrarem na Cidade pelas portas." — (Bíblia de Jerusalém)
- "Felizes aqueles que lavam as suas vestes para ter direito à árvore da vida e poder entrar na cidade pelas portas." — (Bíblia Ave-Maria)
- "Bem-aventurados aqueles que lavam as suas vestes no sangue do Cordeiro para terem parte na árvore da vida, e entrarem pelas portas na cidade (santa)." — (Padre Matos Soares, 1950)

## Versículos faltantes
Os seguintes versículos estão inclusos na Almeida Corrigida Fiel, assim como no Textus Receptus, porém são omitidos na maioria das traduções modernas:
- Mateus 17:21
- Mateus 18:11
- Mateus 23:14
- Marcos 7:16
- Marcos 9:44 e 46
- Marcos 11:26
- Marcos 15:28
- Lucas 17:36
- Atos 15:34
- Atos 28:29

## Bíblias de estudo
As Bíblias de Estudo publicadas no Brasil que tem a Corrigida Fiel por texto bíblico são a Bíblia de Estudo Scofield e Bíblia de Estudo Diário da Mulher, publicadas pela Editora Bom Pastor,  a Bíblia Apologética de Estudo, publicada pelo Instituto Cristão de Pesquisa (ICP), e a Bíblia de Estudo Profética - Tim LaHaye-publicada pela Editora Hagnos. Além delas, contém a Bíblia Sagrada com as anotações de Fé do Bispo Edir Macedo, edição comemorativa dos 40 anos da Universal, publicada pela editora Horebe.